# 노바야시비리섬

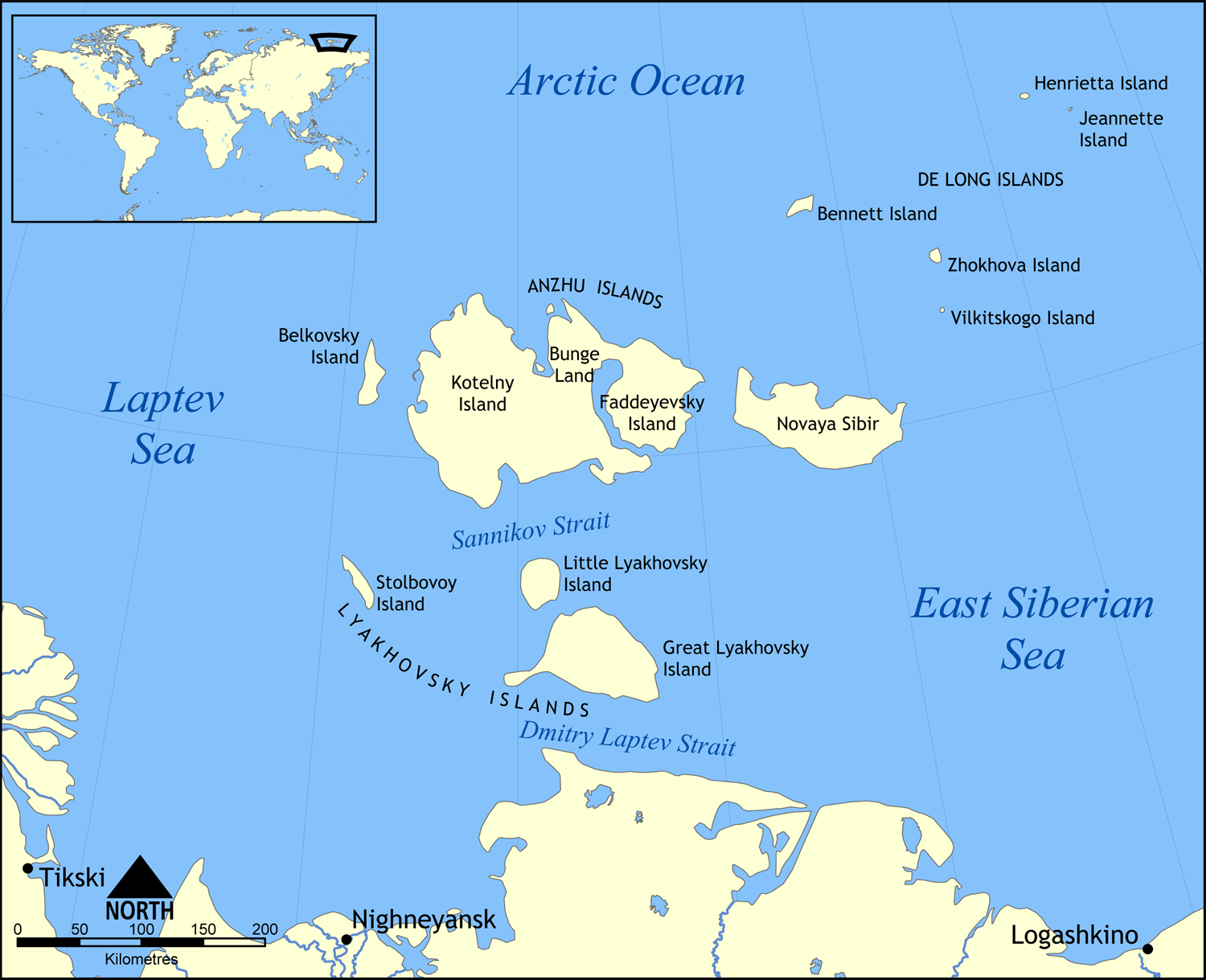

노바야시비리섬(러시아어: Но́вая Сиби́рь)는 노보시비르스크 제도에 있는 섬들 중의 하나이고, 랍테프해와 동시베리아해사이에 위치해 있다. 면적은 6,200 km2이고, 해수면보다 76m낮다. 옛날에 이 섬은 침전물이 쌓이면서 생겨난 섬이고, 대부분이 얼음으로 뒤덮여 있다. 1806년에 러시아인에 의해서 발견되었고, 현재는 사하 공화국에 속해 있다.

## 같이 보기
- 러시아의 섬 목록